# ترنت لو
ترنت لو (انگلیسی: Trent Lowe؛ زادهٔ ۸ اکتبر ۱۹۸۴) دوچرخه‌سوار اهل استرالیا است.
وی در مسابقات کشوری و بین‌المللی در مجموع برندهٔ ۱ مدال طلا شده‌است.